# Jędrychowo (powiat iławski)
Jędrychowo (do 1945 Heinrichau) – wieś w Polsce położona w województwie warmińsko-mazurskim, w powiecie iławskim, w gminie Kisielice.
Do 1954 roku siedziba gminy Jędrychowo. W latach 1954–1971 wieś należała i była siedzibą władz gromady Jędrychowo, po jej zniesieniu w gromadzie Kisielice. W latach 1975–1998 miejscowość należała administracyjnie do województwa elbląskiego. 
Znajduje się tu pałacyk oraz cmentarz poniemiecki. Wieś położona jest nad jeziorem Popówko, które mimo iż jest płytkie, kryje w sobie wiele gatunków ryb. Połączone jest ono z niewielką rzeką o nazwie Osa, która wpada bezpośrednio do Wisły.